# Odontobuthus liaqatii
Espèce
Synonymes
- Isometrus liaqatii Amir & Kamaluddin, 2008

Odontobuthus liaqatii est une espèce de scorpions de la famille des Buthidae.

## Distribution
Cette espèce est endémique du Sind au Pakistan. Elle se rencontre vers Karachi.

## Description
Le mâle holotype mesure 46 mm.

## Systématique et taxinomie
Cette espèce a été décrite sous le protonyme Isometrus liaqatii par Amir et Kamaluddin en 2008. Elle est placée dans le genre Odontobuthus par Deshpande, Gowande, Dandekar, Joshi, Bastawade et Sulakhe en 2024.

## Publication originale
- Amir & Kamaluddin, 2008 : « Revision of the genus Isometrus Hemprich & Ehrenberg (Scorpionida: Buthidae: Centrurinae) with description of two new species and cladistic relationship from Pakistan. » Pakistan Journal of Entomology, vol. 23, no 1/2, p. 31-40.